# Parapsammophila foleyi
Parapsammophila foleyi là một loài côn trùng cánh màng trong họ Sphecidae, thuộc chi Parapsammophila. Loài này được de Beaumont miêu tả khoa học đầu tiên năm 1956.